# Rithvik Raja
Rithvik R Raja, noto anche come Raja Rithvik R (Hyderabad, 4 maggio 2004), è uno scacchista indiano.
Ha ottenuto il titolo di Grande Maestro in novembre 2021.

## Principali risultati
- 2013 – medaglia d'oro nel campionato asiatico giovanile U9 rapid e blitz;
- 2017 – vince il campionato indiano giovanile U17;
- 2018 – ottiene il titolo di Maestro Internazionale all'età di 14 anni;
- 2019 – in dicembre realizza 6/9 nell'open di Sant Feliu de Llobregat in Spagna, ottenendo la prima norma di GM;
- 2021 – in agosto è 2° con 6/9 nel torneo "Vezerkepko GM" di Skalica (seconda norma di GM).[2]
- 2021 – in settembre vince il torneo First Saturday di Budapest con 7/9 (terza norma di GM);[3]